# Thelairoleskia angustifrons
Thelairoleskia angustifrons är en tvåvingeart som först beskrevs av Louis-Paul Mesnil 1953.  Thelairoleskia angustifrons ingår i släktet Thelairoleskia och familjen parasitflugor. Inga underarter finns listade i Catalogue of Life.